# Токар Ілля Якович
Ілля Якович Токар (1860/1863 — рік смерті невідомий) — кобзар.

## Життєпис
Народився в Дементіївці поблизу Люботина в Харківській області. Дата і обставини смерті невідомі. Серед учнів — кобзар Павло Каліберга.